# Macroptila rotundata
Macroptila rotundata là một loài bướm đêm thuộc phân họ Arctiinae, họ Erebidae.